# Pravni fakultet u Zagrebu
Pravni fakultet u Zagrebu jedan je od najstarijih fakulteta u Hrvatskoj. Nalazi se u sastavu Sveučilišta u Zagrebu. Pravni fakultet osnovan je 1776. godine, kada je Marija Terezija dekretom osnovala Kraljevsku akademiju znanosti.  Na fakultetu trenutno studira oko pet tisuća studenata. Na prvu godinu studija 2008. godine na integrirani diplomski pravni studij primljeno je 800, a preddiplomski studij socijalnog rada 160 studenata. Iste godine je diplomiralo oko 600 studenata.

## Povijest
Nakon raspuštanja isusovačkog reda habsburška kraljica Marija Terezija oduzela je opsežne reforme u sustavu obrazovanja. Dekretom iz 1776. godine osnovala Kraljevsku akademiju znanosti (lat. Regia scientiarum academia) kao najvišu školsku ustanovu na području Hrvatske. Akademija je obuhvaćala tri fakulteta: Filozofski, Teološki i Pravni (Facultas iuridica). U Pravni fakultet uključen je i dotadašnji političko-kameralni studij (osnovan 1769. u Varaždinu) za obrazovanje hrvatskih upravnih činovnika.
Na prvoj svečanoj sjednici Kraljevske akademije određeno je da nastava počne 4. studenog 1776. godine te se taj datum smatra danom osnivanja Pravnog fakulteta u Zagrebu. Prvi profesori izabrani su na temelju natječaja, a izbor je potvrdila kraljica Marija Terezija. U to doba fakultet je imao četiri katedre: kanonsko pravo (ius canonicum), međunarodno i opće javno pravo (ius gentium et ius publicum universale), građansko i domovinsko pravo (institutiones iuris civilis et iuris patrii teheoretici) i političko-kameralne znanosti (politia qui accesserit studia cameralia quoque ac aeconomica). Nastava se održavala pretežito na latinskom jeziku.
Školski sustav u Habsburškoj Monarhiji preustrojen je 1850. godine. Zagrebačka Akademija je ukinuta, a Pravni fakultet se pretvara u Carsku kraljevsku Pravoslovnu akademiju (Regia academia iuris) koja je tako postala jedinom visokoškolskom ustanovom u Hrvatskoj sve do 1874. godine. Nastava se od 1850. održava i na hrvatskom jeziku. Nastojenjem bana Ivana Mažuranića i biskupa Strossmayera 19. listopada 1874. svečano je otvoreno Kraljevsko sveučilište Franje Josipa I. Sveučilište je obuhvaćalo tri fakulteta: Bogoslovni, Pravoslovni i državoslovni te Mudroslovni fakultet. Sva nastava na fakultetu od tog trenutka se odvija samo na hrvatskom jeziku. Pod tim nazivom Fakultet djeluje do 1926. kada je preimenovan u današnji naziv Pravni fakultet.
U razdoblju između dva svjetska rata uz velike teškoće Fakultet uspijeva zadržati svoj identitet i atribut vodećeg u zemlji. U Pravni fakultet pripojena je 1968. Visoka upravna škola, a 1983. i Viša upravna škola te Interfakultetski studij za socijalne radnike. To je imalo za posljedicu organiziranje dvogodišnjeg upravnog studija za upravne pravnike i četverogodišnjeg socijalnog studija za diplomirane socijalne radnike. Porezni studij je djelovao na studiju od 1996. do 1998. godine.
Na Fakultetu je nastava sve do 1868. godine trajala tri godine kada se produžava na četiri. Uvođenjem Bolonjskog procesa 2005. godine integrirani studij za diplomiranog pravnika traje pet godina. U prvih sedamdesetipet godina na Pravnom fakultetu je bilo upisano oko dvije tisuće studenata. U Pravoslovnu akademiju je između 1850. i 1874. godišnje upisivano oko sedamdeset studenata, ukupno oko tisućusedamsto. Danas je na Fakultetu na dva studija upisano oko pet tisuća studenata.
Fakultet je pogođen potresom 22. ožujka 2020. u 6 sati 24 minute koji je oštetio nekoliko zgrada Pravnog fakulteta. Najteže je pogođena glavna zgrada koja se pomaknula 10 cm. Ništa se nije urušilo ali su svi dimnjaci na zgradama fakulteta popadali. Unutrašnjost glavne zgrade je uništena te će zahtijevati popravke zbog činjenice da trenutno nije sigurna za rad.

## Knjižnica
Posebno je vrijedna knjižnica Pravnog fakulteta kao dragocjena osnova za znanstveni rad. Knjižnica Pravoslovne akademije imala je 1874. oko 22.000 svezaka. Danas se u njoj kao u najbogatijoj i najbolje opremljenoj pravnoj knjižnici u ovom dijelu Europe nalazi gotovo 200.000 svezaka, među njima i mnogi rariteti, koji pokrivaju sva pravna područja.

## Studij
Na Pravnom fakultetu izvode se tri preddiplomska i dva diplomska studija te jedan integrirani preddiplomski i diplomski studij:
- Integrirani preddiplomski i diplomski studij prava
- Preddiplomski studij za socijalnog radnika
- Diplomski studij socijalnog rada ili socijalne politike
- Preddiplomski studij javne uprave
- Preddiplomski porezni studij
- Specijalistički diplomski studij „Javna uprava“

te poslijediplomski studiji:
- Građanskopravne znanosti
- Trgovačko pravo
- Međunarodno pravo
- Kaznenopravne znanosti
- Fiskalni sustav i fiskalna politika
- Javno pravo i javna uprava
- Europsko pravo
- Socijalni rad
- Socijalna politika

## Katedre
Katedre su temeljne unutarnje ustrojbene jedinice nastavnog i znanstvenoistraživačkog rada na Fakultetu.
Na Pravnom fakultetu ustrojene su:
- Katedra za opću teoriju prava i države
- Katedra za rimsko privatno pravo
- Katedra za opću povijest prava i države
- Katedra za povijest hrvatskog prava i države
- Katedra za sociologiju
- Katedra za političku ekonomiju
- Katedra za ustavno pravo
- Katedra za kazneno pravo
- Katedra za europsko javno pravo
- Katedra za obiteljsko pravo
- Katedra za ekonomsku politiku
- Katedra za pravnu informatiku
- Katedra za građansko pravo
- Katedra za upravnu znanost
- Katedra za međunarodno pravo
- Katedra za financijsko pravo i financijsku znanost
- Katedra za kazneno procesno pravo
- Katedra za radno i socijalno pravo
- Katedra za upravno pravo
- Katedra za trgovačko pravo i pravo društava
- Katedra za građansko procesno pravo
- Katedra za pomorsko i općeprometno pravo
- Katedra za međunarodno privatno pravo
- Katedra za strane jezike

U okviru Studijskoga centra za socijalni rad ustrojene su:
- Katedra za psihologiju
- Katedra za teoriju i metodologiju socijalnog rada
- Katedra za posebna područja socijalnog rada
- Katedra za socijalnu politiku
- Katedra za gerontologiju

## Zavodi
Zavodi su ustrojbene jedinice sastavljene od više katedri, sa statusom podružnica Fakulteta. Zavodi organiziraju i izvode znanstvenoistraživački i visokostručni rad u području pravnih znanosti koje obuhvaćaju znanstvene discipline u sklopu zavoda.
Na Fakultetu su ustrojeni:
- Zavod za međunarodno pravo i poredbeno pravo,
- Zavod za upravno-političke znanosti,
- Zavod za kaznene znanosti, kriminologiju i viktimologiju,
- Zavod za trgovačko pravo, pravo međunarodne trgovine, ekonomiku i financije,
- Zavod za građanskopravne znanosti i obiteljsko pravo
- Zavod za povijest prava i države.
- Zavod za socijalnu politiku
- Zavod za socijalni rad

## Professores emeriti
Professor emeritus je počasno znanstveno-nastavno zvanje koje dodjeljuje Sveučilište u Zagrebu zaslužnim redovitim profesorima u mirovini.  
Professores emeriti Pravnog fakulteta u Zagrebu su:
- Mira Alinčić
- Jakša Barbić
- Nikola Gavella
- Željko Horvatić
- Božidar Jelčić
- Eugen Pusić
- Krešimir Sajko
- Zvonimir Šeparović

## Redoviti članovi HAZU
Hrvatska akademija znanosti i umjetnosti je hrvatska nacionalna akademija koja potiče i organizira znanstveni rad. Za redovitoga člana akademije može biti izabran znanstvenik ili umjetnik, državljanin Republike Hrvatske, čiji su rezultati i dometi na polju znanosti ili umjetnosti po svojoj visokoj vrijednosti općepriznati. Redoviti članovi imaju pravo na naziv akademik i oni su u stalnom radnom sastavu Akademije. Redovitih članova može biti do 160.
Akademici s Pravnog fakulteta su:
- dr. Jakša Barbić
- dr. Adolf Dragičević
- dr. Aleksandar Goldštajn
- dr. Vladimir Ibler
- dr. Eugen Pusić
- dr. Hodimir Sirotković

## Poznati profesori
- Ferdo Čulinović
- Ivo Josipović
- Vjekoslav Miličić
- Branko Smerdel
- Ivan Šimonović
- Siniša Triva
- Jasna Omejec
- Ivan Koprić

## Poznati studenti
- Mato Arlović
- Jadranko Crnić
- Ivo Frank
- Jadranka Kosor
- Stjepan Mesić
- Zoran Milanović
- Ante Pavelić
- Andrej Plenković
- Vesna Škare-Ožbolt
- Vladimir Šeks

## Vanjske poveznice
- Službene stranice Pravnog fakulteta u Zagrebu

45°48′38″N 15°58′13″E / 45.8105812337947°N 15.9702426195145°E